# David Mellor
David John Mellor (ur. 12 marca 1949), brytyjski polityk, prawnik i dziennikarz, członek Partii Konserwatywnej, minister w rządach Margaret Thatcher i Johna Majora.
Wykształcenie odebrał w Swanage Grammar School oraz w Christ's Church na Uniwersytecie Cambridge. Na studiach był przewodniczącym uniwersyteckiego Stowarzyszenia Konserwatystów. Po studiach pracował krótko dla Jeffreya Archera. Po zdaniu egzaminów adwokackich rozpoczął praktykę w 1972 r. W 1987 r. został Radcą Królowej. W październiku 1974 r. wystartował bez powodzenia w wyborach do Izby Gmin w okręgu West Bromwich East. W 1979 r. wygrał wybory w okręgu Putney.
W latach 1981–1983 był podsekretarzem stanu w ministerstwie energii. W latach 1983–1986 był podsekretarzem stanu w ministerstwie spraw wewnętrznych, a w latach 1986–1987 i 1989–1990 ministrem stanu w tymże resorcie. W latach 1987–1988 piastował analogiczny urząd w ministerstwie spraw zagranicznych, a w latach 1988–1989 w ministerstwie zdrowia. W 1990 r. został ministrem stanu w Urzędzie Tajnej Rady. Jeszcze w tym samym roku został ministrem ds. sztuki. Kiedy premierem został John Major, Mellor został członkiem gabinetu jako naczelny sekretarz skarbu. Po wyborach 1992 r. stanął na czele nowo utworzonego ministerstwa dziedzictwa narodowego.
Mellor nie utrzymał się długo na tym stanowisku. W lipcu 1992 r. aktorka Antonia de Sancha sprzedała prasie za 30 000 funtów opowieść o jej romansie z Mellorem. Minister stał się wówczas celem ataków tabloidów. W sierpniu prasa ogłosiła, że wakacje Mellora były sponsorowane przez Monę Bauwens, córkę jednego z liderów OWP, oraz na koszt władcy Abu Zabi. Te skandal ostatecznie podkopał pozycję Mellora w rządzie. 24 września minister podał się do dymisji.
W wyborach 1997 r. Mellor przegrał z kandydatem laburzystów Tonym Colmanem. Na politycznej emeryturze zajął się dziennikarstwem. Pisał do Evening Standard, Guardiana i The People, zwykle na tematy związane ze sportem lub muzyką. Regularnie prowadził do 2001 r. program poświęcony piłce nożnej na antenie BBC 5 oraz programy poświęcone muzyce poważnej na antenie BBC Radio 2 i BBC Radio 3. Obecnie występuje na antenie Classic FM.
20 lipca 1974 r. poślubił Judith, z którą rozwiódł się w 1995 r. Obecnie mieszka z Penelope Lyttleton, wicehrabiną Cobham w Dockmaster's House.